# Kim Jong-eun
Kim Jong-eun (sinh ngày 18 tháng 2 năm 1986 tại Seoul, Hàn Quốc) là một vận động viên khúc côn cầu trên cỏ ở Hàn Quốc. Tại Thế vận hội Mùa hè 2008 và 2012, cô đã thi đấu với Đội tuyển khúc côn cầu trên cỏ nữ quốc gia Hàn Quốc trong giải đấu nữ. Cô cũng thi đấu tại Đại hội Thể thao châu Á 2010 và 2014.
Cô đã giành được huy chương vàng với tư cách là thành viên của đội tuyển Hàn Quốc tại Đại hội hể thao châu Á 2014.